# Friedrich Krüger

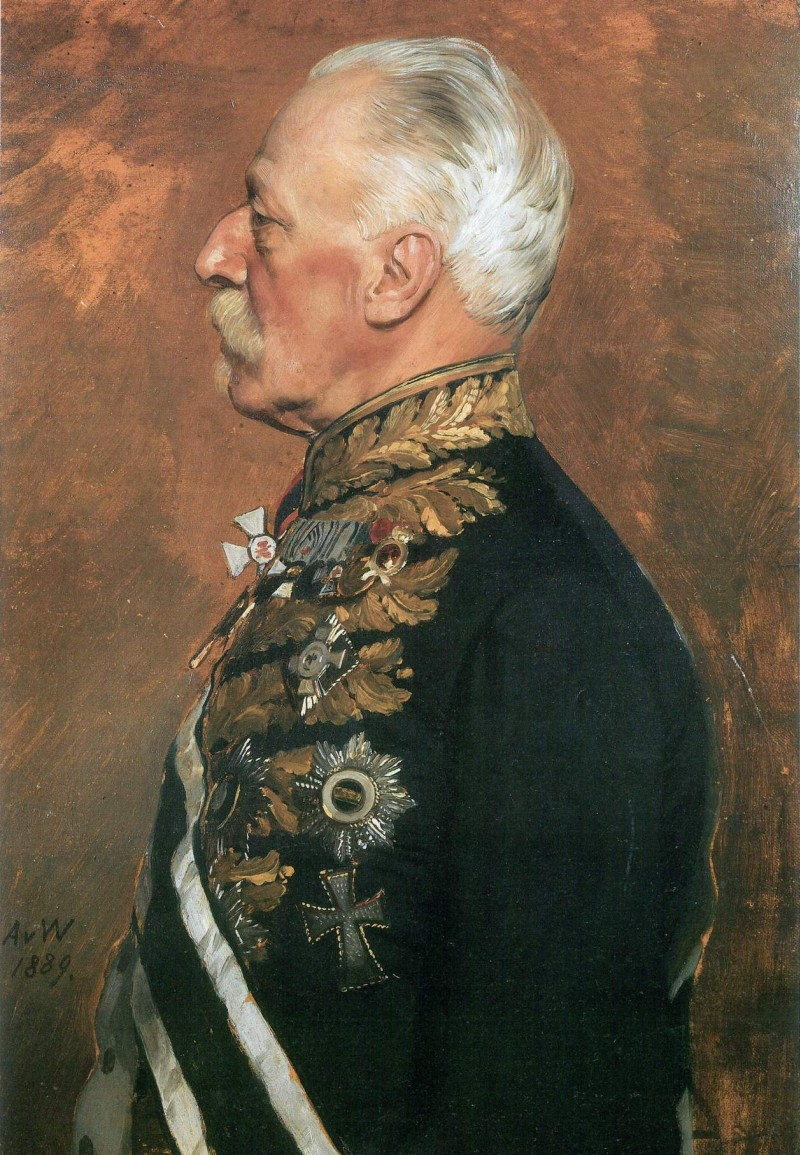
Friedrich Krüger porträtiert von Anton von Werner 1889

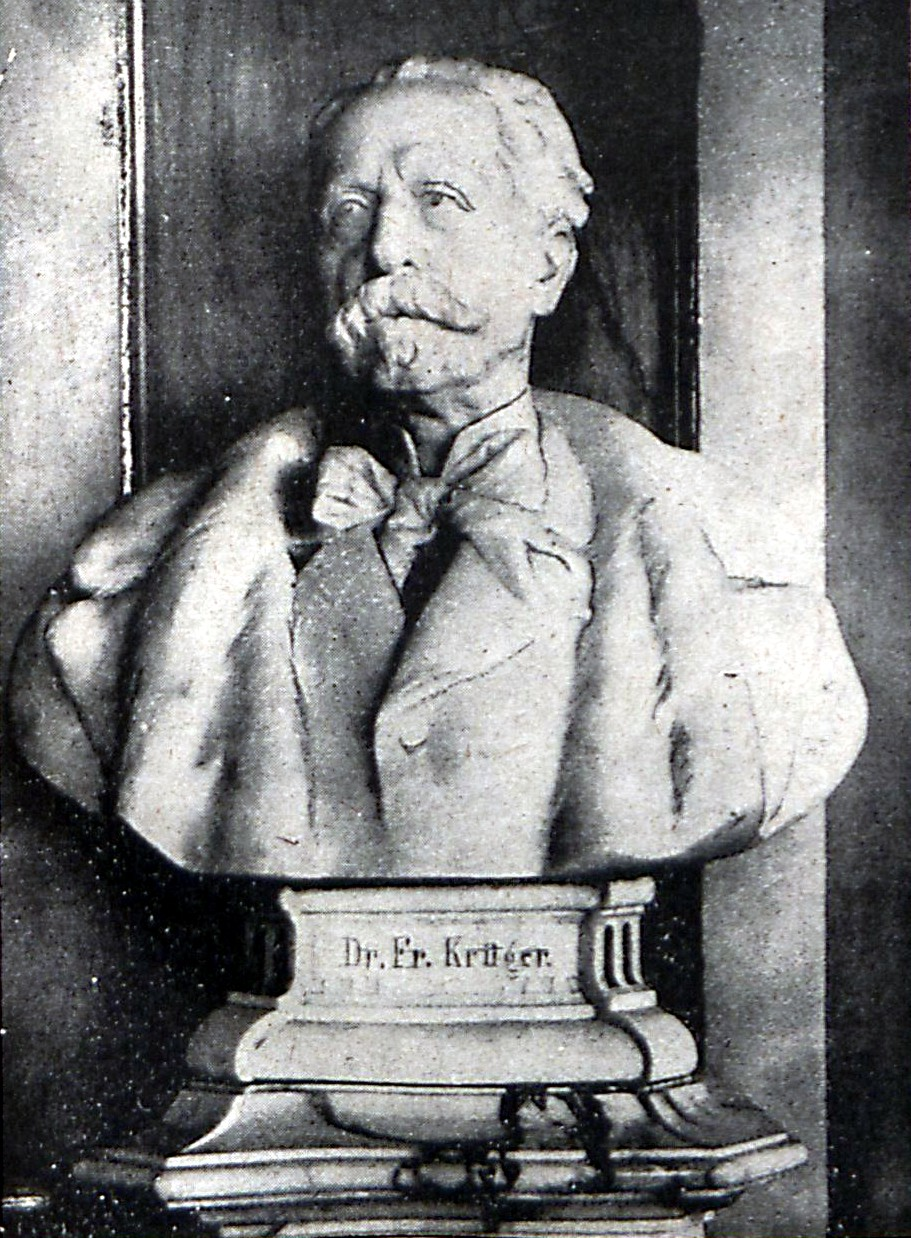
Seine Büste im Ratssaal des Lübecker Rathauses

Daniel Christian Friedrich Krüger (* 22. September 1819 in Lübeck; † 17. Januar 1896 in Berlin) war Jurist und hanseatischer Diplomat in Kopenhagen und Frankfurt am Main, sowie lübeckischer Bundesratsvertreter beim Deutschen Reich in Berlin.

## Leben

### Herkunft
Krüger wurde als Sohn des Schonenfahrers und Lübecker Senators Joachim Friedrich Krüger geboren. Er besuchte bis Ostern 1839 das Katharineum und studierte Rechtswissenschaften in Bonn, Berlin und Göttingen. Nach der Promotion in Göttingen und dem Staatsexamen am Oberappellationsgericht der vier Freien Städte ging er 1843 für sieben Monate nach Paris zum dortigen Studiums des Rechts, sowie der Vertiefung seiner Sprachkenntnisse.

### Laufbahn
1844 wurde er Anwalt und Prokurator am Oberappellationsgericht in Lübeck und wurde dort aktives Mitglied der Gruppe Jung-Lübeck. Neben seiner Mitarbeit an der neuen Lübecker Verfassung des Jahres 1848 zeigte er bald grundlegendes Interesse an den für die Handelsstadt Lübeck bestehenden Problemstellungen in Handel und Verkehr, die daraus resultierten, dass Lübeck infolge des Wiener Kongresses vom deutschen Binnenland durch Dänemark isoliert war, das sich einer Verbesserung der Verkehrsinfrastruktur Lübecks widersetzte. Krüger vertrat Lübeck 1850 im Erfurter Parlament und bei der Elbschiffahrtskommission 1851 in Magdeburg.

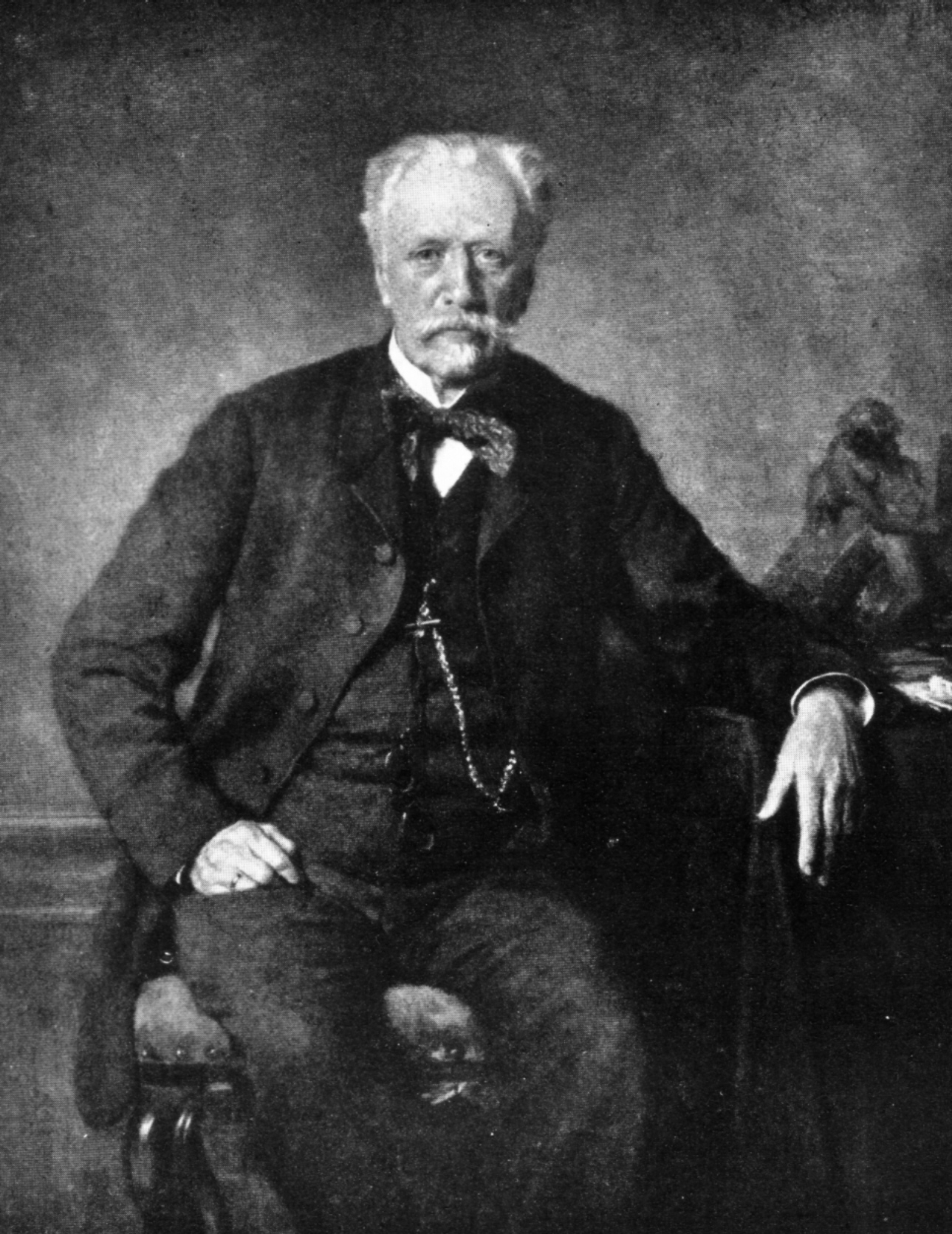
Friedrich Krüger, porträtiert von Joseph Scheurenberg

1856 trat er in den diplomatischen Dienst und wurde als hanseatischer Ministerresident der drei Hansestädte Bremen, Hamburg und Lübeck nach Kopenhagen entsandt. Die Kündigung des Sundzolls 1855 durch die Regierung der Vereinigten Staaten von Amerika führte auf Einladung der dänischen Regierung zur internationalen Konferenz von Kopenhagen (1857), die über die Aufhebung dieses Zolles verhandelte. Es gelang ihm, die Vertragsparteien von der Konnexität des Sundzolles mit dem Elbzoll und den von Dänemark im Bereich des ihm 1815 zugefallenen Herzogtums Lauenburg bzw. in Holstein erhobenen Straßenzolles zwischen Lübeck und Hamburg bzw. dem Binnenland zu überzeugen, so dass Dänemark schließlich bereit war, diese in das Abkommen mit einzubeziehen. Im Ergebnis wurde neben dem Fortfall des Sundzolls auch der Transitzoll auf ein Fünftel der ursprünglichen Höhe abgesenkt. 1858 erwirkte er nach langen Verhandlungen die dänische Zustimmung zum Bau der direkten Bahnstrecke Lübeck–Hamburg, die dann von 1863 bis 1865 gebaut wurde.

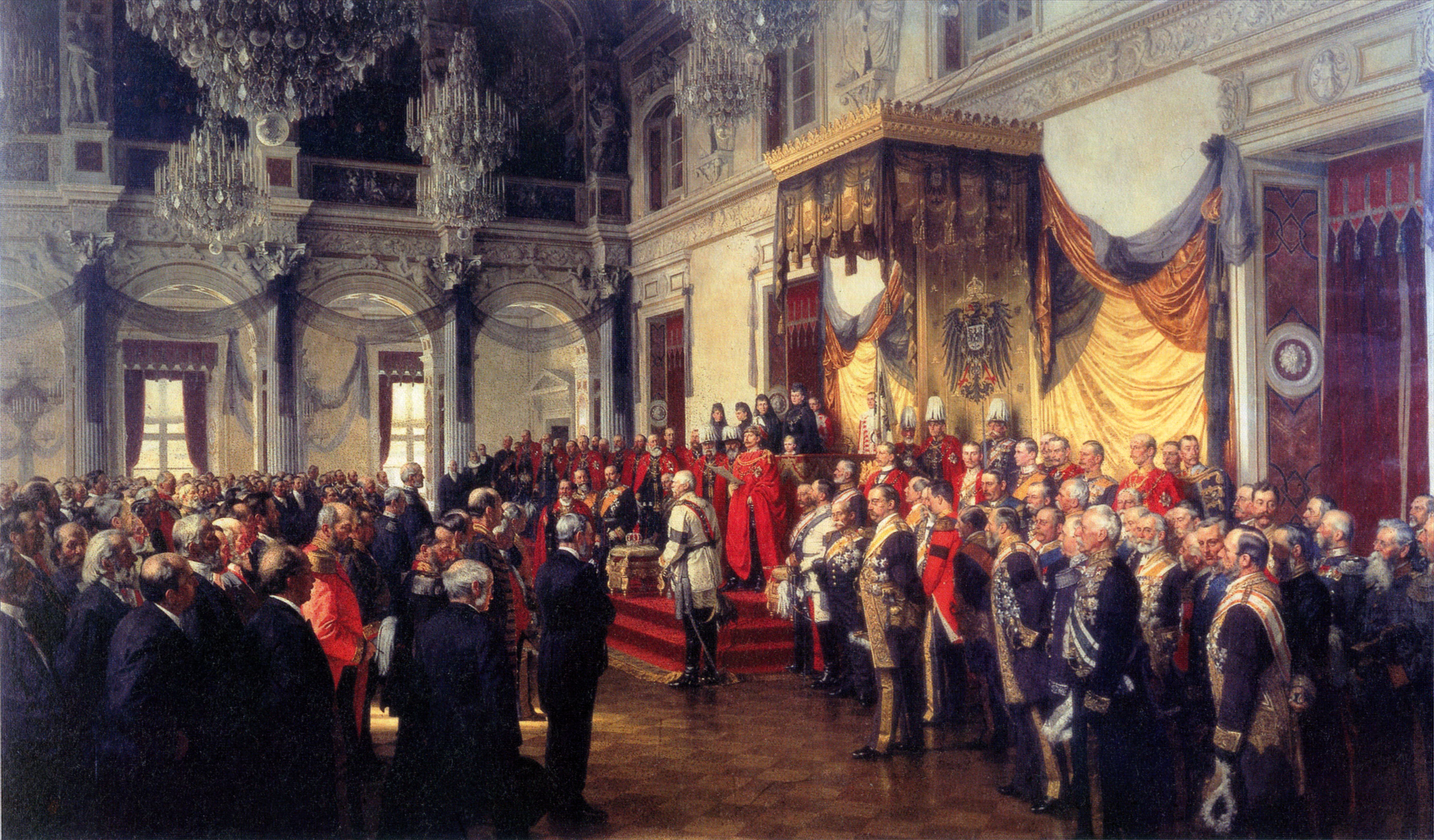
Reichstagseröffnung 1888, Gemälde von Anton von Werner; Friedrich Krüger in der Mitte der Gruppe der Gesandten rechts im Profil mit schwarz-weißem Ordensband

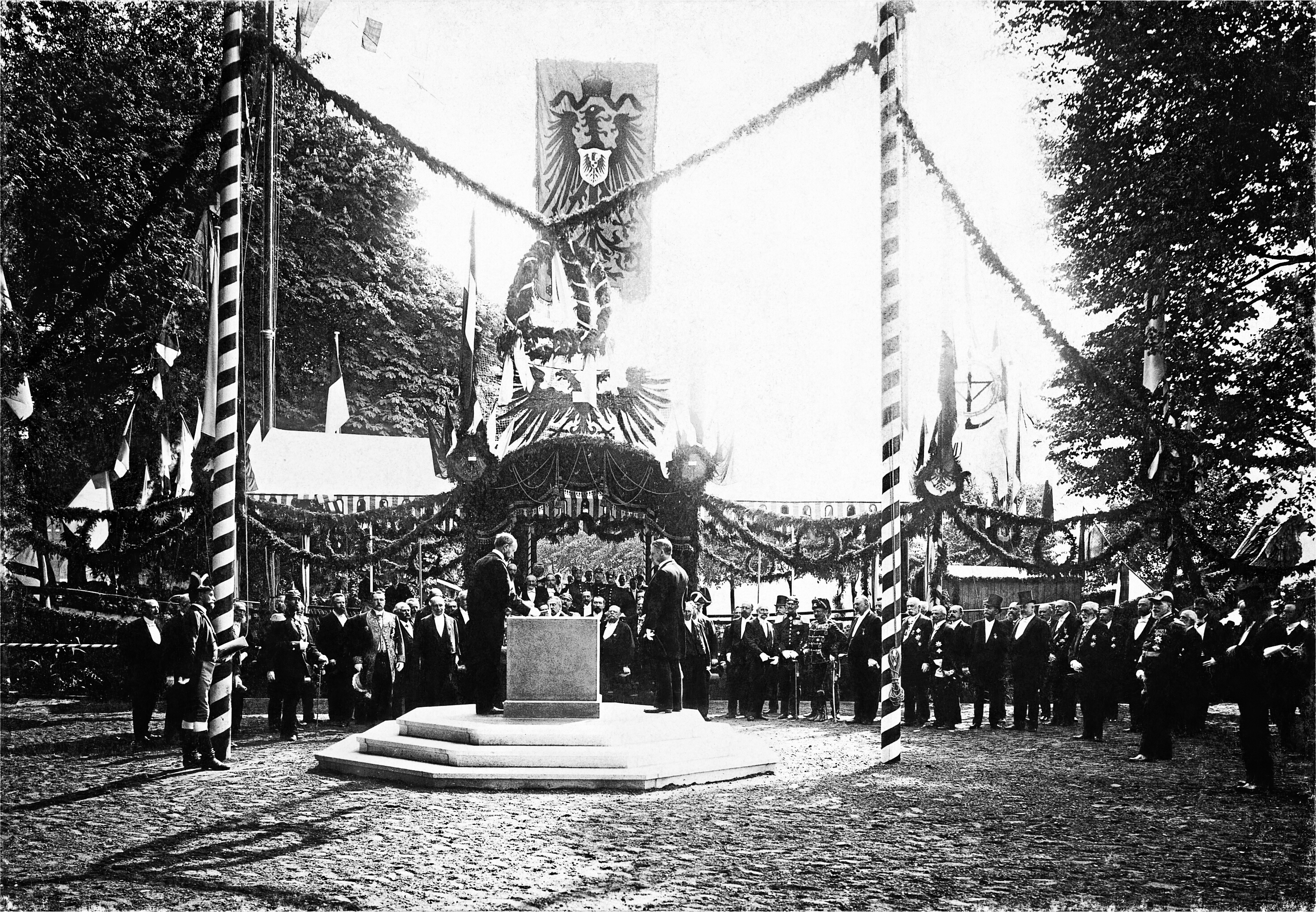
Grundsteinlegung des Elbe-Trave-Kanals

1864 bis 1866 diente er als Bundestagsgesandter der freien Städte beim Bundestag in Frankfurt am Main. Mit der Gründung des Norddeutschen Bundes übertrugen ihm die Hansestädte ihre diplomatische Vertretung in Berlin. Hier war er zunächst im Rang eines Ministerresidenten und nach der Thronbesteigung Friedrich III. ab dem in 10. März 1888 in dem eines hanseatischen außerordentlichen Gesandten und bevollmächtigten Ministers am königlich preußischen Hofe und als lübeckischer Bevollmächtigter zum Bundesrat tätig. Seine erfolgreiche Tätigkeit im Bundesrat entwickelte er vornehmlich in den Ausschüssen für Seewesen, für Handel und Verkehr, für Eisenbahn-, Justizwesen und für Elsaß-Lothringen. Zu seinen letzten dortigen Aufgaben gehörte die rechtliche Absicherung des Neubaus des Elbe-Lübeck-Kanals. In dieser Eigenschaft war er am 31. Mai 1895 zur Grundsteinlegung des Kanals in Lübeck. Nach den Schlägen mit dem silbernen Hammer durch den Ministerialdirektor, Schultz, schlug in der Zeremonie der Gesandte, gefolgt vom Kommandeur der 33. Infanterie-Brigade in Altona, Generalmajor von Fragstein und Niemsdorf, den Granitstein.
Im Oktober 1891 wurden ihm zu seinem 25-jährigen Jubiläum als Gesandter zahlreiche Ehrungen zuteil. Der Kaiser übersandte ihm eine prachtvolle Vase mit einem Handschreiben. Im selben Jahr feierte er sein 50. Doktorenjubiläum. Zu diesem verlieh ihm der Senat die goldene Gedenkmünze Bene Merenti, mit der er seine Verdienste würdigte. Der Hamburger und Bremer Senat, die Handelskammern der drei Hansestädte, die Gesellschaft zur Beförderung gemeinnütziger Tätigkeit, die Berliner Universität und viele andere gelehrte Körperschaften gratulierten ihn hierzu. Am Ende des Jahres konnte Krüger auch auf eine 25-jährige Mitgliedschaft im Bundesrat zurückblicken. Dem Jubilar wurde zu diesem Anlass vom Kaiser ein lebensgroßes Bild im Goldrahmen übersandt und mit der eigenhändigen Widmung „Navigare necesse est, vivere non est necesse“ geehrt.
Krüger war zudem ein feinsinniger Kenner und Förderer von Wissenschaft und Kunst. Unvergessen war auch sein Eintreten in der Kinder- und Armenpflege.
Der Vizekanzler Karl Heinrich von Boetticher hielt ihm einen ehrenvollen Nachruf. Die Senate der Hansestädte ließen zu seinem Gedächtnis eine Büste von Robert Baerwald anfertigen, deren Marmorausführung 1897 Reinhold Felderhoff übernahm. Krügers Nachfolger als hanseatischer Gesandter in Berlin wurde der Lübecker Senator Karl Peter Klügmann.
Als Maler hatte er 1890 eine Ausstellung seiner Kohlezeichnungen in der Hamburger Kunsthalle.

### Familie

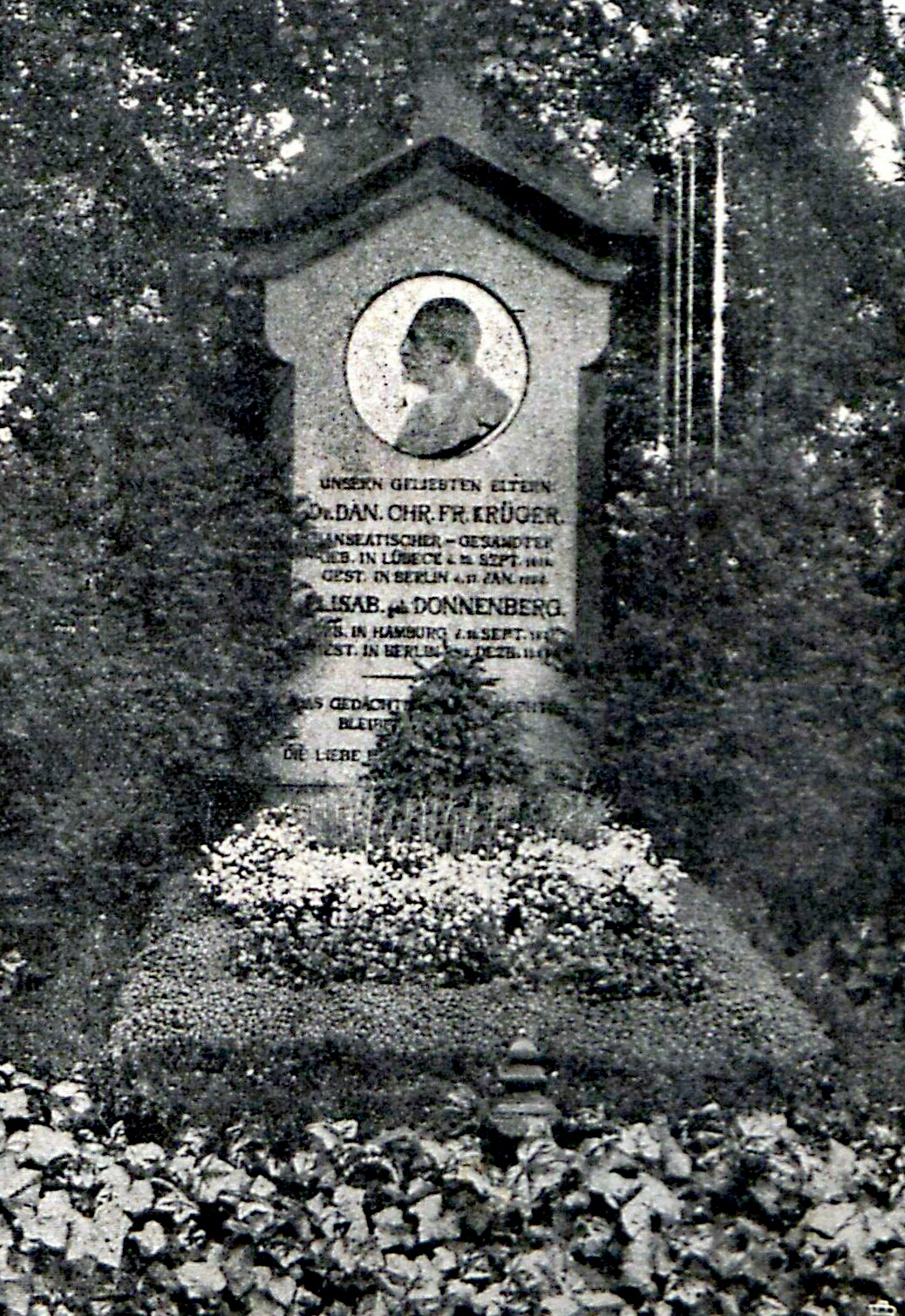
Grabmal des Ministers und seiner Frau 1919

Friedrich Krüger heiratete am 23. März 1850 Elisabeth, geb. Donnenberg   (1831–1889) aus Hamburg. Das Paar hatte 8 Kinder, unter ihnen der spätere Konsul Friedrich Krüger.
Seine Vaterstadt benannte zu seinem 100. Geburtstag als bleibendes Zeichen dankbarer Erinnerung eine Straße am Stadtpark nach ihm. Sein Grabstein auf dem Burgtorfriedhof existiert heute zwar noch, ist aber nicht mehr zugänglich, da er sich heute inmitten vieler Büsche befindet.

## Ehrungen
- Roter Adlerorden 2. Klasse mit Stern[6]
- Kronenorden (Preußen) 1. Klasse
- Kronenorden mit dem Roten Kreuz am Erinnerungsband, 3. Klasse
- Bayerisches Verdienstkreuz für die Jahre 1870/71
- Guelphen-Orden, Kommandeur 1. Klasse
- Orden Heinrichs des Löwen, Großkreuz
- Dannebrogorden, Kommandeur 1. Klasse mit Stern
- Orden der Krone von Italien, Großkreuz
- Oldenburgischer Haus- und Verdienstorden des Herzogs Peter Friedrich Ludwig, Großkomtur
- Albrechts-Orden, Großkreuz

- Ehrenmitglied, Verein für Lübeckische Geschichte und Altertumskunde
- Mitglied des Deutschen Archäologischen Instituts und langjähriges Mitglied von dessen Zentraldirektion[7]

## Schriften
- Commentatio de Veterum in Germania Provincalium Ordinum Origine Atque Natura. Dissertation. Göttingen 1843.
- Die Lübeck-Schweriner Eisenbahn in ihrem Verhältnis zu Mecklenburg und seinen Seestädten. Lübeck 1845.
- Lübecks Nordischer Handel unter Berücksichtigung seiner Bedeutsamkeit für die deutsche Fabrikation. Lübeck 1848.
- Die Verkehrsprotektion in Holstein und die direkte Lübeck-Hamburger Eisenbahn. Hamburg 1858.